# Komet Tempel 2
Komet Tempel 2 (uradna oznaka je 10P/Tempel) je periodični komet z obhodno dobo 5,4 let. Pripada Jupitrovi družini kometov.

## Odkritje
Odkril ga je nemški astronom Ernst Wilhelm Leberecht Tempel (1821 – 1889) 4. julija 1873 na Astronomskem observatoriju Brera v Italiji.

## Značilnosti
Komet ima premer približno 10,6 km.